# Malin Schønbeck
Malin Schønbeck är en svensk textilkonstnär född 1963 i Helsingborg. Schønbeck är utbildad vid Sundsgårdens folkhögskola i Råå 1982–1983 samt vid Munka folkhögskola i Munka-Ljungby 1983–1985. Hon bor och arbetar i Maglehem på Österlen i Skåne.
Schønbeck var en av tio skånska konstnärer som fick dela på Region Skånes Konststipendium 2011 med motiveringen "för att skickligt uppehålla sig i gränslandet mellan konsthantverk och konst. Hennes mjukt utformade monokroma objekt i naturmaterial som lin, ull och lera hyser både lekfullhet och sårbarhet."
Hon har haft flera separatutställningar, bland dem på Galleri Pi i Köpenhamn (2012), Galleri 5 i Lund (2010), Sölvesborgs konsthall (2009), Wanås utställningar i Knislinge (2008) samt Tjörnedala konsthall i Baskemölla (2007).